# Ilse Ledermann-Citroen
Ilse Luise Ledermann-Citroen (* 8. März 1904 in Berlin als Ilse Luise Citroen; † 19. November 1943 im KZ Auschwitz-Birkenau) wurde ein Opfer des Holocaust.

## Leben

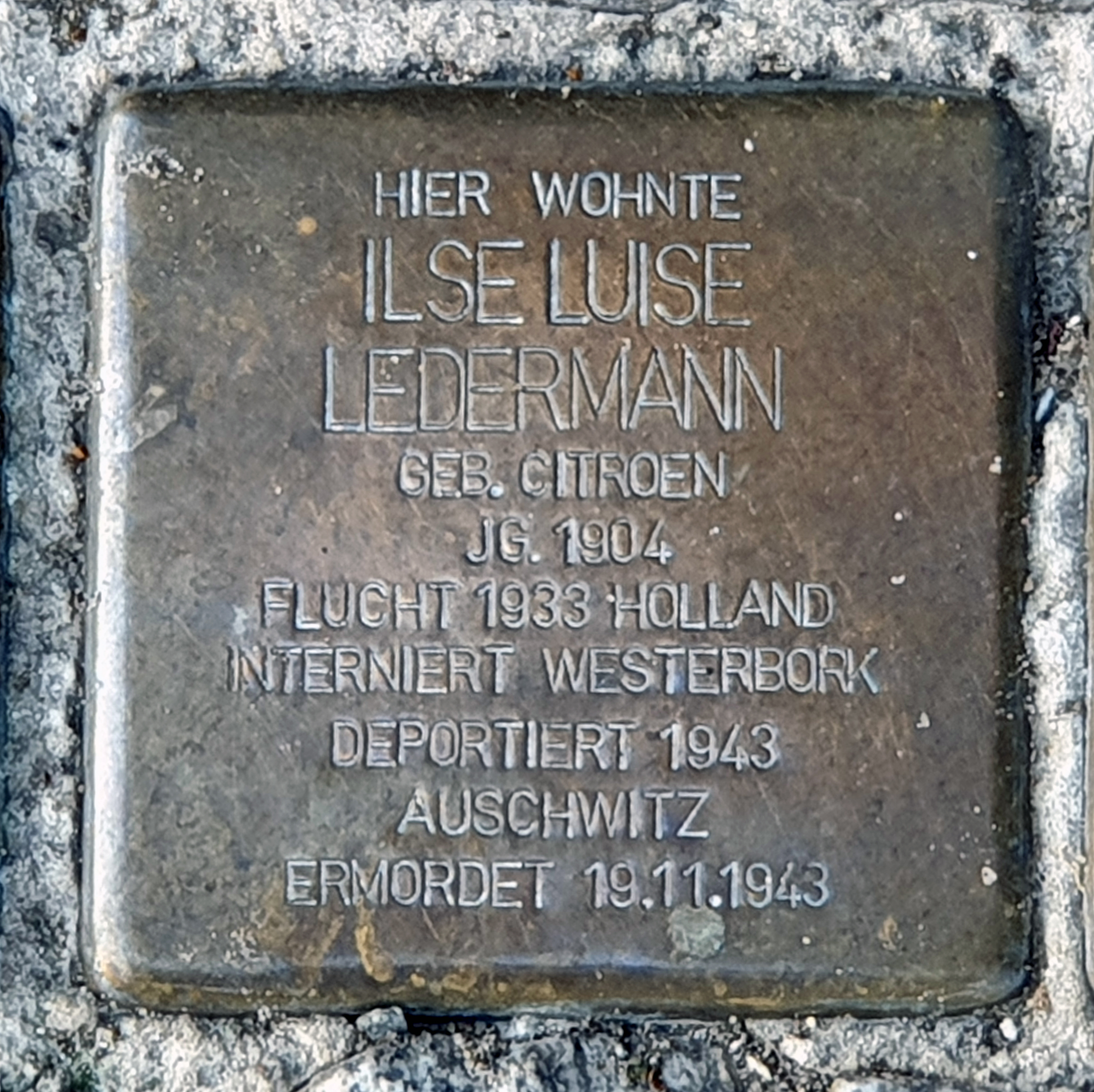
Stolperstein am Haus, Genthiner Straße 14, in Berlin-Tiergarten

Ilse Ledermann-Citroen wurde 1904 als eines von vier Kindern eines niederländisch-jüdischen Vaters und einer deutsch-jüdischen Mutter geboren. 1924 heiratete sie den Wirtschaftsanwalt und Notar Franz Ledermann (1889–1943). Das Paar ließ sich in Berlin nieder, wo es zwei Kinder, Barbara Ledermann (* 1925) und Sanne Ledermann (1928–1943), bekam.
Nach der nationalsozialistischen Machtergreifung verlor Franz Ledermann zahlreiche Mandanten. Als jüdischer Anwalt durfte er nur noch Juden vertreten und musste schließlich seine Kanzlei schließen. Ilse Ledermann-Citroen emigrierte mit ihrem Mann und ihren zwei Kindern nach Amsterdam, wo Verwandte von ihr lebten. Im Mai 1940 besetzte die deutsche Armee die Niederlande. Am 20. Juni 1943 wurde die Familie in das Durchgangslager Westerbork deportiert und am 16. November 1943 in das KZ Auschwitz-Birkenau. Dort wurden sie am 19. November 1943 nach der Ankunft in der Gaskammer ermordet. Nur ihre Tochter Barbara Ledermann überlebte.

## Ehrungen
Am 8. September 2022 wurden vor ihrem ehemaligen Wohnort, Berlin-Tiergarten, Genthiner Straße 14, Stolpersteine für sie und ihre Familie verlegt.